# Paolo De Vita
Paolo De Vita (Bari, 29 giugno 1957) è un attore italiano.

## Biografia
Nato a Bari, esordisce nel 1984 con la serie televisiva Aeroporto internazionale e nel 1985 nella miniserie Un siciliano in Sicilia con la regia di Pino Passalacqua. Recita inoltre anche in Don Matteo e nella serie televisiva Nebbie e delitti interpretando il personaggio del claudicante dottor Nanetti. Nel 2011 fa parte del cast della serie televisiva R.I.S. Roma 2 - Delitti imperfetti con la regia di Francesco Miccichè.

## Filmografia

### Cinema
- La visione del Sabba, regia di Marco Bellocchio (1988)
- Il nodo alla cravatta, regia di Alessandro Di Robilant (1991)
- La riffa, regia di Francesco Laudadio (1993)
- Anche i commercialisti hanno un'anima, regia di Maurizio Ponzi (1994)
- Il giudice ragazzino, regia di Alessandro Di Robilant (1994)
- La seconda volta, regia di Mimmo Calopresti (1995)
- La mia generazione, regia di Wilma Labate (1996)
- Intolerance, regia di Cosimo Alemà e Paolo Ameli (1996)
- Artemisia - Passione estrema, regia di Agnès Merlet (1997)
- La classe non è acqua, regia di Cecilia Calvi (1997)
- Mare largo, regia di Ferdinando Vicentini Orgnani (1998)
- La stanza dello scirocco, regia di Maurizio Sciarra (1998)
- La parola amore esiste, regia di Mimmo Calopresti (1998)
- Matrimoni, regia di Cristina Comencini (1998)
- La patinoire, regia di Jean-Philippe Toussaint (1998)
- Femminile, singolare, regia di Claudio Del Punta (2000)
- La stanza del figlio, regia di Nanni Moretti (2001)
- L'ultima lezione, regia di Massimo Martella e Fabio Rosi (2001)
- La vita degli altri, regia di Nicola De Rinaldo (2002)
- La meglio gioventù, regia di Marco Tullio Giordana (2003)
- Amorfù, regia di Emanuela Piovano (2003)
- Zinanà, regia di Pippo Mezzapesa – cortometraggio (2004)
- L'aria, regia di Daniele Prato – cortometraggio (2005)
- Mai + come prima, regia di Giacomo Campiotti (2005)
- Il caimano, regia di Nanni Moretti (2006)
- Antonio guerriero di Dio, regia di Antonello Belluco (2006)
- Nuovomondo, regia di Emanuele Crialese (2006) (voce)
- L'aria salata, regia di Alessandro Angelini (2006)
- Facciamola finita, regia di Manrico Gammarota (2008) – cortometraggio
- Made in Italy, regia di Stéphane Giusti (2008)
- Imago mortis, regia di Stefano Bessoni (2009)
- Alza la testa, regia di Alessandro Angelini (2009)
- Indovina chi sposa mia figlia, regia di Neele Leana Vollmar (2009)
- Qualche nuvola, regia di Saverio Di Biagio (2011)
- Che bella giornata, regia di Gennaro Nunziante (2011)
- Anonymous, regia di Roland Emmerich (2011)
- To Rome with Love, regia di Woody Allen (2012)
- Si può fare l'amore vestiti?, regia di Donato Ursitti (2012)
- Natale da chef, regia di Neri Parenti (2017)
- Anche senza di te, regia di Francesco Bonelli (2018)
- Hotel Gagarin, regia di Simone Spada (2018)
- Sulle mie spalle, regia di Antonello Belluco (2020)
- Free - Liberi, regia di Fabrizio Maria Cortese (2020)
- Sassiwood, regia di Antonio Andrisani e Vito Cea (2020)
- La Grande Guerra del Salento, regia di Marco Pollini (2021)

### Televisione
- Aeroporto internazionale – serie TV (1985)
- Un siciliano in Sicilia, regia di Pino Passalacqua – miniserie TV (1987)
- Investigatori d'Italia, regia di Paolo Poeti – miniserie TV (1987)
- Un inviato molto speciale – serie TV (1991)
- Ma tu mi vuoi bene?, regia di Marcello Fondato e Nancy Fondato – miniserie TV (1991)
- L'ombra della sera, regia di Cinzia TH Torrini – film TV (1994)
- Torniamo a casa, regia di Valerio Jalongo – film TV (1999)
- Vola Sciusciù, regia di Joseph Sargent – film TV (2000)
- Giochi pericolosi, regia di Alfredo Angeli – film TV (2000)
- Don Matteo – serie TV, episodio 1x07 (2000)
- Angelo il custode – serie TV (2001)
- La guerra è finita, regia di Lodovico Gasparini – miniserie TV (2002)
- Tutto in quella notte, regia di Massimo Spano – film TV (2002)
- Maria Goretti, regia di Giulio Base – film TV (2003)
- Maigret: La trappola, regia di Renato De Maria – film TV (2004)
- Maigret: L'ombra cinese, regia di Renato De Maria – film TV (2004)
- Don Matteo 6 – serie TV (2006)
- R.I.S. - Delitti imperfetti – serie TV, episodio 3x12 (2007-2012)
- Nebbie e delitti – serie TV (2007)
- Crimini – serie TV, episodio 2x01 (2009)
- 6 passi nel giallo - Souvenirs, regia di Lamberto Bava – miniserie TV (2012)
- Un posto al sole – serial TV (2014)
- Un passo dal cielo – serie TV, episodio 3x07 (2015)
- I delitti del BarLume – serie TV, episodio 3x01 (2016)
- Una donna contro tutti - Renata Fonte, episodio di Liberi sognatori, regia di Fabio Mollo (2018)
- Rocco Schiavone – serie TV, episodio 3x04 (2019)
- Passeggeri notturni – serie TV, episodio 2 (2020)
- Gli orologi del diavolo, regia di Alessandro Angelini – miniserie TV (2020)
- Storia di una famiglia perbene – serie TV (2021)
- Avetrana - Qui non è Hollywood, regia di Pippo Mezzapesa – miniserie TV (2024)